# Vicente Rodríguez (compositeur)
Vicente Rodríguez (Ontinyent, 1690 – Valence, 16 décembre 1760) est un organiste et compositeur classique espagnol. 

## Biographie
À la mort de Joan Baptista Cabanilles, Vicente Rodríguez est nommé organiste par intérim de la cathédrale de Valence le 1er juin 1713 puis il réussit, à la suite d'une épreuve de compétition, à y obtenir le 1er avril 1715 le poste d'organiste principal qu'il tiendra jusqu'à sa mort. Son frère Félix Jorge Rodríguez y fut le second organiste et harpiste de 1703 à son décès en 1748.

## Œuvre
Son œuvre la plus connue est le Libro de tocatas para Címbalo repartidas por todos los puntos de un diapason, dont le manuscrit date de 1744,  comprenant trente toccatas au clavier, qui sont en fait des sonates (comme l'indique chacun de leur titre), la majorité se présentant sous la forme binaire de Domenico Scarlatti et de Soler. Une de ces pièces est publiée par Joaquín Nin (Classiques espagnols du piano II, Paris, 1928),. 
À l'orgue, il laisse notamment trois toccatas, à mouvement multiple en forme de fanfare (de bataille) et un Panga lingua incomplet, ainsi que de la musique sacrée incluant la Missa al Arxiu del Patriarca (nº 5.045 du catalogue) ; les deux messes numéros 1.104 et 1.105 ; plus deux motets Laudate Pueri, 1.106, et Laudate Dominum, 1.107.
Les travaux de Vicente Rodríguez sont conservés à la Bibliothèque centrale de Barcelone.